# 延吉正清
延吉 正清（のぶよし まさきよ、1940年〈昭和15年〉6月11日 - ）は、日本の医師。前小倉記念病院院長、京都大学医学部循環器内科臨床教授、日本心血管インターベンション学会名誉理事長。

## プロフィール
福岡県北九州市小倉南区出身。福岡県立小倉高等学校卒業後、京都大学医学部卒業。1974年より社会保険小倉記念病院内科に勤務。
1981年に心臓のカテーテル治療（血管内治療）を日本で初めて行った医師として知られる。普通の医師ならカテーテルを心臓まで送るのに数分かかるが、延吉は同様の処置を10秒ほどで行うため、通常であれば1時間かかる治療を10分程度で済ませることができるという。
多い時は1日に20件以上、年間3,000件に上る心臓カテーテル治療を行い、これまでに5万人以上もの心臓疾患の患者を救ったことから「心臓カテーテルの神様」と呼ばれる。また「小倉ライブ」と題した自分のカテーテル治療を生中継する日本初の公開手術（ライブ手術）や、若い医師に対する心臓カテーテル治療の技術指導などを行い、日本に心臓カテーテル治療を広めた。
狭心症の治療においても、高度な技術を要するロータブレーターを使ったカテーテル治療を日本に持ち込んで行ったほか、日本で初めて経皮的冠動脈形成術を行い、その手術件数では日本一を誇る。院長となった現在でも毎年公開治療を行っており、「延吉が居なければ日本の心臓カテーテル治療は10年遅れていた」と言われている。
カテーテルを使って狭心症や心筋梗塞を治療する経皮的冠動脈形成術（PTCA）の第一人者の光藤和明とは、同じ京都大学循環器内科出身で、日本心血管インターベンション学会名誉理事長と理事長という関係である。

## 出演番組
- スッキリ!!（日本テレビ）2006年11月20日
- 夏ドキュ!神の左手・奇跡の天才ドクター（日本テレビ）2007年7月9日
- プロフェッショナル 仕事の流儀（NHK）2008年3月12日[5]